# Gail Kim
Gail Kim (Toronto, 20 de fevereiro de 1977) é uma lutadora de wrestling profissional, valet, modelo e atriz canadense com descendência sul-coreana, que atualmente trabalha para a Impact Wrestling (antiga Total Nonstop Action Wrestling), onde atua como produtora. Ela também é conhecida por trabalhar na World Wrestling Entertainment (WWE), onde ganhou o WWE Women's Championship em sua estréia.
Ela começou sua carreira de wrestling como La Felina no circuito independente canadense, antes de ingressar na WWE em 2002, como Gail Kim. Em sua estréia na WWE, ela venceu o WWE Women's Championship (1956–2010). Depois de ser liberada pela WWE em 2004, Kim se juntou a TNA em setembro de 2005. Lá, ela se juntou à equipe America's Most Wanted como sua valet. Após a dissolução do grupo, Kim começou a competir individualmente, e eventualmente se tornou na primeira campeã feminina das Knockouts, em outubro de 2007. Mais tarde, ela deixou a TNA em agosto de 2008 para retornar à WWE três meses depois, fazendo seu retorno televisivo em março 2009. Ela anunciou em 5 de agosto de 2011 que ela tinha se desligado da WWE via sua conta no Twitter. No outubro seguinte, ela voltou a TNA. Em 2012, a Pro Wrestling Illustrated nomeou Kim como a lutadora número um do mundo. Em 2016, ela foi a primeira mulher introduzida no Hall da Fama da TNA.

## Vida pessoal
Gail Kim nasceu em Toronto, Ontário, Canadá em 20 de fevereiro de 1977. Ela se formou em cinesiologia na Universidade de Toronto antes de transferir para a Universidade Ryerson e mudar seu curso para nutrição. Antes de assinar com a WWE, Kim passou por uma cirurgia de aumento de mama. Após assinar, ela teve seus implantes ampliados. Durante seu tempo na WWE, um de seus implantes romperam, o que resultou em um afastamento de duas semanas.
Kim se casou com o famoso chef Robert Irvine 10 maio de 2012. O casal se conheceu no set de Dinner: Impossible.

## Carreira no wrestling profissional

### Circuito independente canadense (2000-2002)
Depois de obter seu diploma na Universidade de Ryerson, Kim decidiu-se em se tornar uma lutadora profissional e juntou-se a "escola de Pro WRestling de Ron Hutchinson" em Toronto. Ela recebeu formação complementar de Rob Etchevarria no "Squared Circle Pro Gym Wrestling". Ela estreou em dezembro de 2000, vestindo uma máscara e lutando como "A Rainha dos gatos" La Felina na Apocalypse Wrestling Federation do sul de Ontário. Ela, no entanto, acabou sendo desmascarada por Tracy Brooks em uma luta "máscara vs. cabelo". Kim trabalhou no circuito independente canadense por dois anos, lutando para promoções, tais como a Border City Wrestling.

### World Wrestling Entertainment (2002-2004)
Kim foi apresentada a emprega da World Wrestling Federation (WWF) Nora Greenwald (conhecida na televisão como Molly Holly) por Jason Sensation em 2001; Greenwald encorajou Kim a enviar seus vídeos e fitas para funcionários da WWF, que levaram ao seu contrato. Em outubro de 2002, ela foi contratada pela WWF, agora renomeada World Wrestling Entertainment (WWE). Ela passou oito meses de formação na Ohio Valley Wrestling (OVW) e aparecia em eventos ao vivo e em lutas preliminares, antes de ser trazida para o plantel principal. Após várias semanas de vinhetas mostrando efeitos semelhantes aos de Matrix no Raw, Kim estreou em 30 de junho como uma mocinha, com uma roupa inspirada em Matrix.
Seu primeiro combate televisionado na WWE era uma luta battle royal de sete lutadoras em Buffalo, Nova York no Raw de 30 de junho de 2003 onde o WWE Women's Championship da lesionada Jazz estava em jogo. Kim venceu a luta eliminando por último Victoria. Kim manteve o título por quatro semanas, antes de perdê-lo para Molly Holly no Raw de 28 de julho de 2003. Na semana seguinte, Kim virou uma vilã sobre Trish Stratus e, posteriormente, formou uma aliança com Holly para assumir Stratus, derrotá-la com vários parceiros em várias ocasiões, até que mais tarde foi assistida por Lita. No evento Unforgiven em 21 de setembro de 2003, Stratus e Lita derrotaram Kim e Holly em uma luta de duplas. As quatro continuaram a disputa até novembro, quando Kim foi afastada devido a quebrar a clavícula direita. Kim voltou ao Raw em abril de 2004 e imediatamente retomou sua aliança com Holly. No Bad Blood no dia 13 de junho de 2004, ela enfrentou Lita, Stratus e Victoria em uma luta fatal four-way pelo Campeonato Feminino da WWE, que foi vencida pelo Stratus.
Kim participou de uma luta battle royalem 19 de outubro de 2004 no Taboo Tuesday, que foi vencida por Stratus. Ela, porém, foi liberada pela WWE em 3 de novembro de 2004, como resultado da redução de custos. Kim foi pego de surpresa pela sua liberação e foi dito que a administração queria colocar a divisão feminina em uma nova direção.

### Circuito internacional (2005)
Depois de ser liberada da WWE, Kim iria fazer uma aparição para aMid-Atlantic Championship Wrestling em 22 de janeiro de 2005, na Coreia do Sul, em parceria com Lollipop em uma luta de duplas, onde derrotaram Malia Hosaka e Nidia. Em 26 de junho, Kim fez sua estréia para a World Series Wrestling (WSW), em Melbourne, Austrália, perdendo para Nidia em uma luta individual. Dois dias depois, em outro evento da WSW em Sydney, Kim derrotou Nidia em uma revanche. Na noite seguinte, Kim fez parceria com A.J. Styles para derrotar Nidia e Christopher Daniels em uma luta de duplas mistas.

### Total Nonstop Action Wrestling

#### America's Most Wanted (2005-2007)

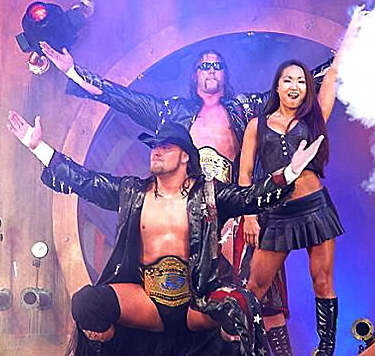
Kim durante o seu tempo de valet da America's Most Wanted (Chris Harris [topo] e James Storm [fundo])

Após a sua libertação e da expiração de 90 dias da cláusula de não-concorrência, Kim fez aparições esporádicas no circuito independente, incluindo a All World Wrestling League de Michigan e no Japão. Ela também competiu na Coreia e no México antes de assinar pela Total Nonstop Action Wrestling (TNA) em 6 de setembro de 2005. Ela fez sua estréia na TNA em 8 de outubro de 2005, no episódio do programa de televisão da TNA, o TNA Impact!, aliando-se com Jeff Jarrett e a America's Most Wanted (AMW) (Chris Harris e James Storm), assumindo o papel de valet da AMW e de Jarrett. Kim fez sua estréia no ringue em 16 de julho de 2006, no Victory Road em uma luta de trios mistos com AMW contra A.J. Styles, Christopher Daniels e Sirelda. No entanto, sua equipe acabou perdendo no final do combate. No Hard Justice em 13 de agosto de 2006, Kim derrotou Sirelda em uma luta normal.
No início de 2007, após a dissolução da AMW, Kim começou um papel mais ativo como uma lutadora na TNA. Isto começou com uma rivalidade com seu ex-parceiro de grupo, Storm, e sua nova valet, Jacqueline. O primeiro encontro entre o grupo foi em 11 de fevereiro de 2007 no Against All Odds em uma luta de duplas mistas, que Kim e seu parceiro, Petey Williams, perderam. Em 11 de março de 2007 no Destination X, Storm e Jacqueline venceram a revanche contra Williams e Kim em uma luta bullrope dupla. Kim chegou a derrotar Jacqueline dentro de uma jaula de aço de seis lados em 15 de abril de 2007 no Lockdown. A disputa chegou ao fim no TNA Impact! de 3 maio de 2007, quando Kim derrotou Moore em uma luta street fight.

#### Competição individual e saída (2007-2008)

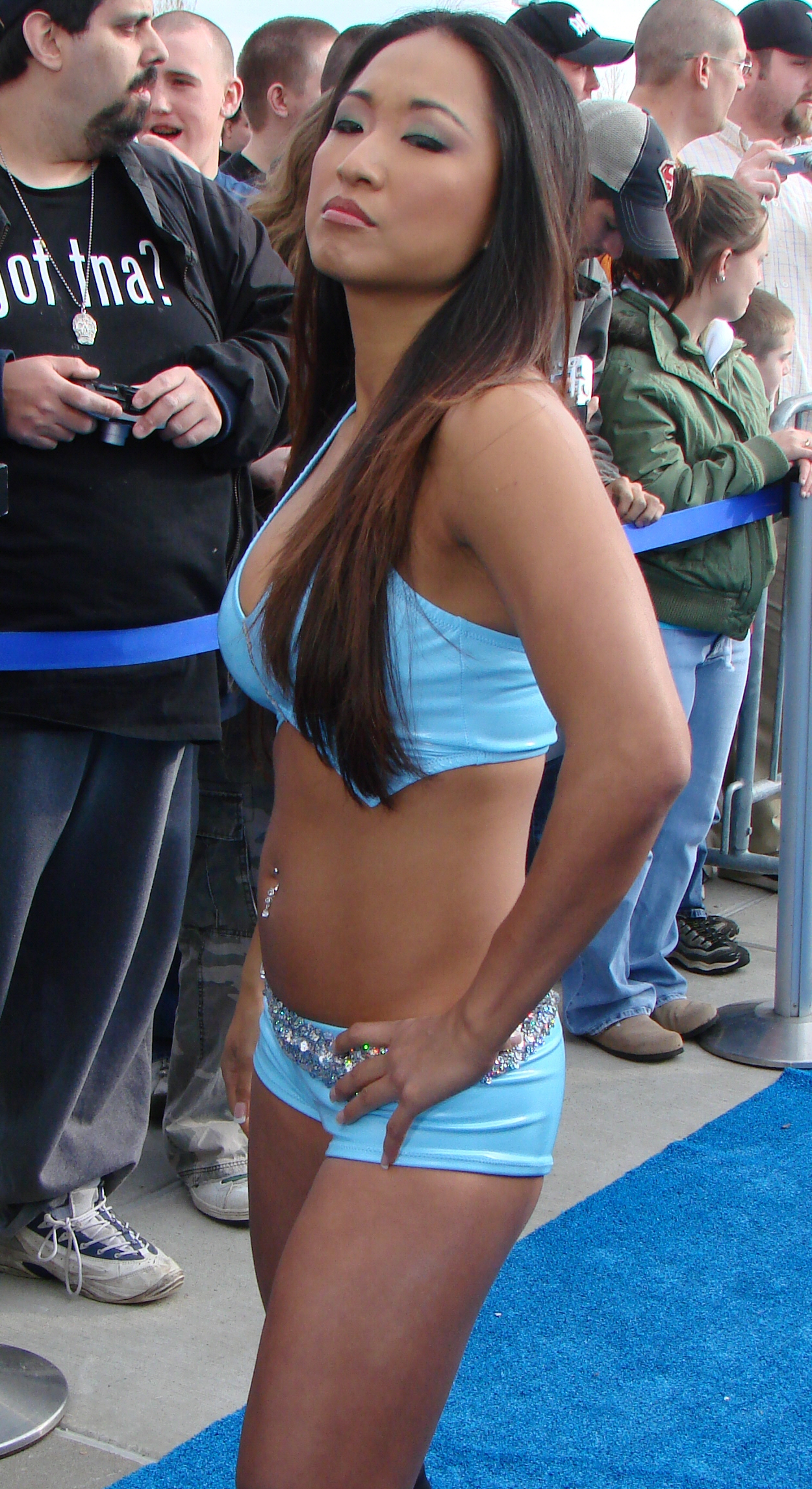
Kim durante seu tempo como uma lutadora individual na Total Nonstop Action Wrestling em 2007.

Após a conclusão de sua rivalidade com Moore, Kim fez duas aparições menores em pay-per-views antes de superar nove outras concorrentes em uma luta gauntlet no dia 14 de outubro de 2007 no Bound for Glorypara coroar a primeira campeã mundial feminina da TNA. Ela fez sua primeira defesa do título em 11 de novembro no evento Genesis; lá ela manteve com sucesso o agora rebatizado Campeonato Feminino das Knockouts da TNA ao derrotar Roxxi Laveaux, ODB e Angel Williams. Kim depois começou uma rivalidade com Awesome Kong pelo campeonato. Seu primeiro encontro ocorreu no dia 2 de dezembro no Turning Point, onde Kim reteve o título devido a uma desqualificação de Kong. Em 6 de janeiro de 2008, no Final Resolution, Kim derrotou Kong em seu segundo encontro para reter o campeonato sob a regra de nenhuma desqualificação durante a luta. Em seu terceiro e último encontro no evento principal do episódio de 10 de janeiro do TNA Impact!, Kong derrotou Kim para ganhar o TNA Women's Knockout Championship.
Durante o episódio de 24 de janeiro do TNA Impact!, Kim recebeu o prêmio de "Knockout do Ano" de 2007. Kim competiu em uma luta three-way em 9 de março no Destination X contra Kong e ODB, que Kong ganhou. Em 13 de abril, no Lockdown, ela se uniu com ODB para derrotar a equipe de Raisha Saeed e Kong em uma luta de duplas. Em 11 de maio no Sacrifice, Kim venceu a TNA Knockouts Makeover battle royal, que envolveu uma battle royal e, em seguida, uma luta de escadas, para se tornar na desafiante ao Women's Knockout Championship. Kim disputou o título em 15 de maio no episódio do TNA Impact!, no entanto não conseguiu conquistar o título. No evento Slammiversary em 8 de junho, Kim se uniu com ODB e Roxxi para derrotar The Beautiful People (Angelina Love e Velvet Sky) e Moose em uma luta de trios. Kim derrotou Love em 13 de julho no Victory Road. Kim então se uniu com ODB e Taylor Wilde para derrotar a equipe de Kong e The Beautiful People em 10 de agosto no Hard Justice em seu último combate em pay-per-views na TNA. A última luta de Kim TNA foi ao ar no TNA Impact! de 21 de agosto,perdendo para Kong em uma luta street fight. Kim deixaria a TNA em meados de agosto de 2008, após os termos de seu contrato expirarem.

### Retorno a WWE (2008-2011)
Depois que seu contrato expirou com a TNA, Kim re-assinou com a World Wrestling Entertainment (WWE) no final de 2008. Ela fez seu retorno como uma mocinha no SmackDown de 27 de março de 2009, interrompendo a luta pelo WWE Divas Championship entre Michelle McCool e Maryse, atacando ambas as concorrentes. Kim fez seu retorno no ringue em 30 de março no episódio do Raw no time vencedor de uma luta que envolvia 18 divas. Ela fez sua primeira aparição numa WrestleMania ao barticipar de uma battle royal de 25 divas para coroar a "Miss WrestleMania" em 5 de abril de 2009 no WrestleMania XXV. Em 17 de abril, no episódio do SmackDown, Kim derrotou a então campeã das Divas Maryse. Isto lhe valeu uma chance pelo título na semana seguinte, que ela não conseguiu vencer.

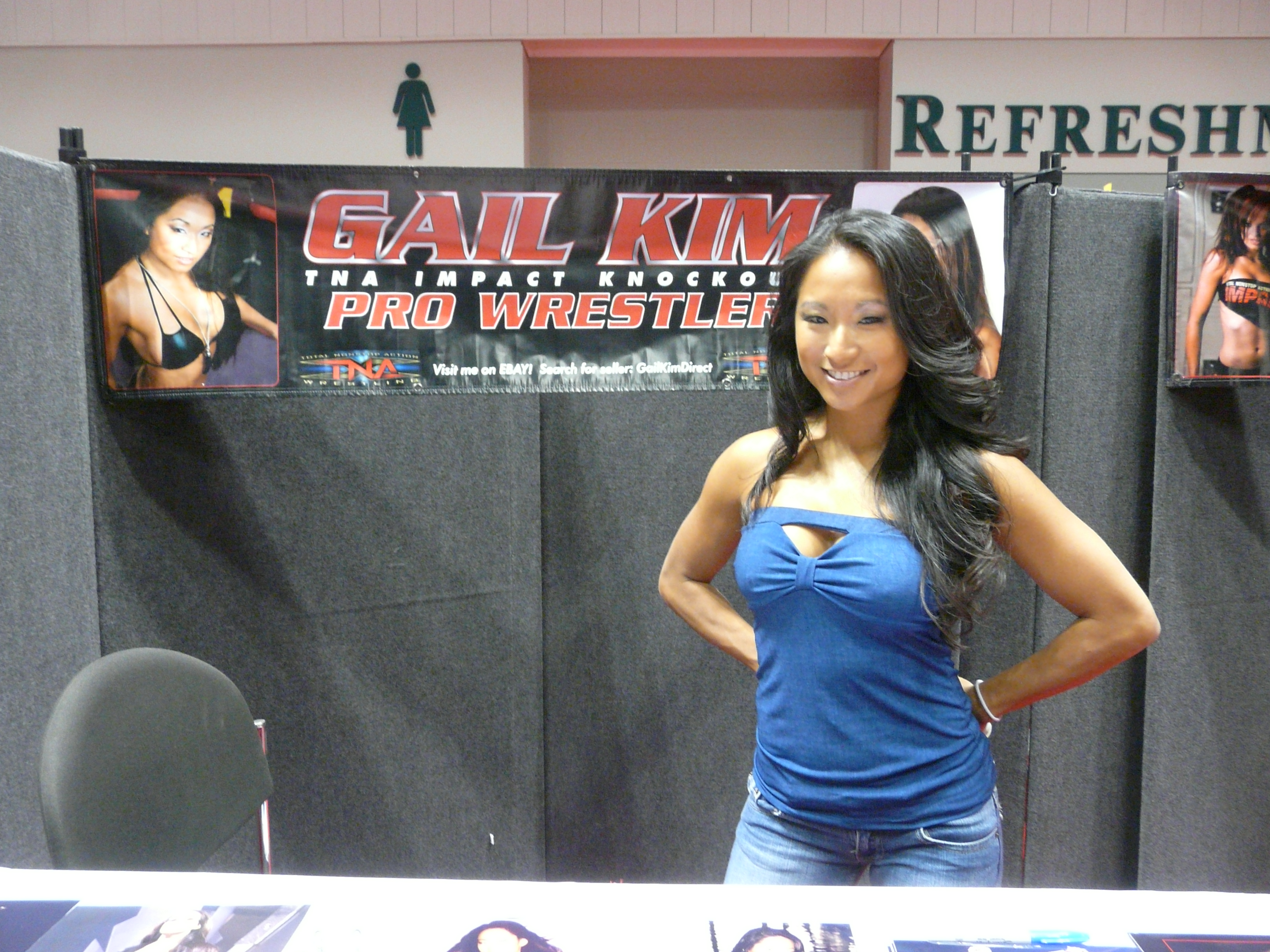
Kim em uma sessão de autógrafos em Indianápolis, Indiana.

Em 29 de junho no episódio do Raw, Kim foi transferida para o Raw como parte de um draft de 15 lutadores entre Raw, SmackDown e ECW. Poucas semanas depois, em 10 de agosto no episódio do Raw, ela ganhou outra chance pelo título das Divas ao vencer uma luta fatal 4-way, que também envolveu Beth Phoenix, Kelly Kelly e Alicia Fox. Ela não teve sucesso em vencer o campeonato no Raw de 17 agosto, quando ela enfrentou a então campeã Mickie James. No pay-per-view Bragging Rights em 25 de outubro, Kim, com Melina e Kelly Kelly  representado o Raw perderam para Michelle McCool, Beth Phoenix e Natalya, que representavam o SmackDown. Kim estava do lado vencedor de uma luta cinco contra cinco Survivor Series em 22 de novembro, no evento Survivor Series.
No início de 2010, um torneio foi realizado pelo vago Divas Championship. Kim derrotou Jillian Hall e Alicia Fox para chagar a final, onde enfrentou Maryse pelo título. As finais foram realizadas em 22 de fevereiro episódio na Raw, que Maryse ganhou para se tornar a nova campeã. As finais eram originalmente para ser realizadas em 21 de fevereiro, no Elimination Chamber, mas a luta foi mudada para a equipe de Maryse e Kim contra as LayCool (McCool e Layla), que foi vencida pelas Lay-Cool por causa de Maryse não ajudar Kim durante o combate, já que elas eram inimigas. Kim era uma parte do lado perdedor de uma luta de quintetos, contra a equipe das Lay-Cool, Alicia Fox, Vickie Guerrero e Maryse no WrestleMania XXVI em 28 de março de 2010. No Fatal 4-Way em 20 de junho, Kim desafiou para o Campeonato das Divas em uma luta de nome homônimo, que também envolvia a então campeã Eve, Maryse e Alicia Fox; no entanto, Fox ganhou a luta e o Campeonato Divas.
No início de 2011, Kim teve menos aparições na televisão, como ela se tornou a namorada (na televisão) de Daniel Bryan. Ela também começou a acompanhá-lo para o ringue durante as lutas. Nessa época, Bryan foi gerido pelas The Bella Twins e depois elas descobriram que Daniel Bryan tinha beijado Kim nos bastidores, e elas agrediram Kim, começando uma rivalidade. Em 30 de janeiro, no Royal Rumble, as Bella Twins, mais uma vez atacaram Kim. Na noite seguinte, no Raw, Gail estava ao lado do ringue durante a luta de Daniel Bryan contra Tyson Kidd. Após o combate, as Bellas entrram no ringue, Nikki bateu em Bryan e Gail a atacou.
No primeiro semestre de 2011, Kim rivalizou com a vilã Melina, devido a alegações de Melina que Kim era uma "amiga horrível." As lutas entre as dois ocorreram principalmente no Superstars onde Kim saiu vitoriosa em dois combates individuais em 30 de maio e 23 de junho. Em 1 de agosto, no episódio do Raw, Kim participou de uma battle royal para determinar a desafiante ao Campeonato das Divas, no entanto, logo após a luta começar, ela eliminou-se. Mais tarde, ela explicou que a WWE tinha instruído a ela ser eliminada no primeiro minuto, então ela decidiu simplesmente eliminar a si mesma. Em 5 de agosto, Gail Kim anunciou em sua página no Twitter que ela tinha deixado a WWE após o incidente. Kim posteriormente indicou que a WWE não concedeu a autorização, mas, ao invés, forçou-a a ficar com a promoção para o restante de seu contrato. O perfil de Kim no WWE.com foi removido em 30 de setembro, o que indicava que ela tinha oficialmente deixado a empresa, e que seu contrato expirou. Kim mais tarde declarou em uma entrevista ao The Sun que ela não estava feliz com seu emprego na WWE devido ao sentimento de que o talento feminino estava deixado de lado, e ao mesmo tempo, jurou nunca assinar novamente com a promoção.

### Retorno a TNA

#### Reinados como campeã (2011-2012)

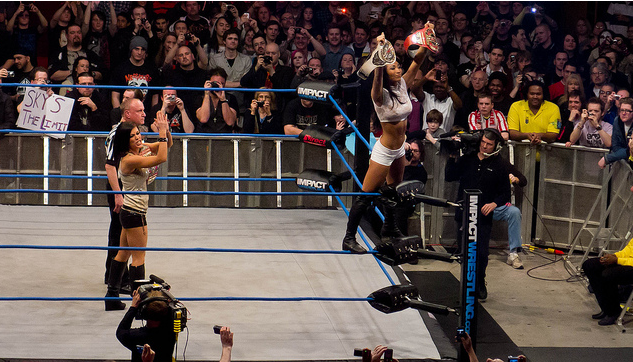
Kim e Madison Rayne em janeiro de 2012.

Kim voltou a TNA em 20 de outubro no episódio do Impact Wrestling, atacando a campeã feminina das Knockouts Velvet Sky e juntando-se com Karen Jarrett e Madison Rayne, estabelecendo-se, assim, como uma vilã. Em 27 de outubro, no episódio do Impact Wrestling, Jarrett nomeou Kim como a candidata ao título de Sky, antes que ela chegasse a derrotar Tara em sua primeira luta de reestreia com a promoção. No episódio de 3 de novembro do Impact Wrestling, Kim e Rayne derrotaram TnT (Brooke Tessmacher e Tara) para ganhar o TNA Knockouts Tag Team Championship. Na semana seguinte, elas fizeram sua primeira defesa do título, ao derrotar Mickie James e Velvet Sky. Em 13 de novembro no Turning Point, Kim derrotou Velvet Sky para ganhar Campeonato Feminino das Knockouts pela segunda vez, fazendo dela uma bicampeã e apenas a segunda mulher na história da TNA a segurar tanto o TNA Women's Knockout e o Knockouts Tag Team Championship ao mesmo tempo. Ela fez sua primeira defesa do título em 11 de dezembro no Final Resolution, derrotando Mickie James, após a interferência de Madison Rayne. No episódio de 29 de dezembro do Impact Wrestling, Kim manteve seu título contra James na sequência de outra interferência de Rayne.
No episódio de 5 de janeiro de 2012 do Impact Wrestling, Kim e Rayne mantiveram o título de duplas contra James e Traci Brooks. Três dias depois, no Genesis, Kim derrotou James via desqualificação para manter o Women's Knockout Championship. Em 12 de fevereiro no Against All Odds, Kim defendeu com sucesso o Women's Knockout Championship contra Tara em uma luta, durante a qual Madison Rayne a abandonou. No episódio seguinte do Impact Wrestling, Rayne venceu uma battle royal para se tornar a desafiante ao Women's Knockout Championship de Kim. Nas semanas seguintes, a tensão entre Kim e Rayne começou a aumentar com as duas interferindo negativamente nos combates uma das outras. No Impact Wrestling de 8 de março, Kim e Rayne perderam o Knockouts Tag Team Championship para Eric Young e ODB. Em 18 de março no Victory Road, Kim defendeu com sucesso o Campeonato Feminino das Knockouts contra Rayne. Em 29 de março no episódio do Impact Wrestling, Kim e Rayne se reconciliaram e permaneceram juntas como uma equipe. No dia 15 de abril no Lockdown, Kim derrotou Velvet Sky em uma luta numa jaula de aço, após uma distração de Rayne, para manter seu título. Mais tarde, Kim entrou em uma série de derrotas contra Brooke Tessmacher, o que levou a TNA nomear Tessmacher como candidata ao título de Kim. Em 13 de maio no Sacrifice, Kim derrotou Tessmacher, prendendo-a com os pés nas cordas, para outra defesa de título bem sucedida. No episódio seguinte do Impact Wrestling, Kim defendeu com sucesso seu título contra Tessmacher e Velvet Sky em uma luta three-way. Em 20 de maio, Kim tornou-se na campeã com o maior reinado com o Women's Knockout Championship na história, quebrando o recorde anterior de Madison Rayne de 188 dias. Em 10 de junho, no Slammiversary, Kim perdeu o título para Miss Tessmacher, terminando o seu reinado em 210 dias. Kim recebeu sua revanche pelo título no episódio de 12 de julho do Impact Wrestling, mas foi novamente derrota por Tessmacher.

#### Várias rivalidades (2013-presente)

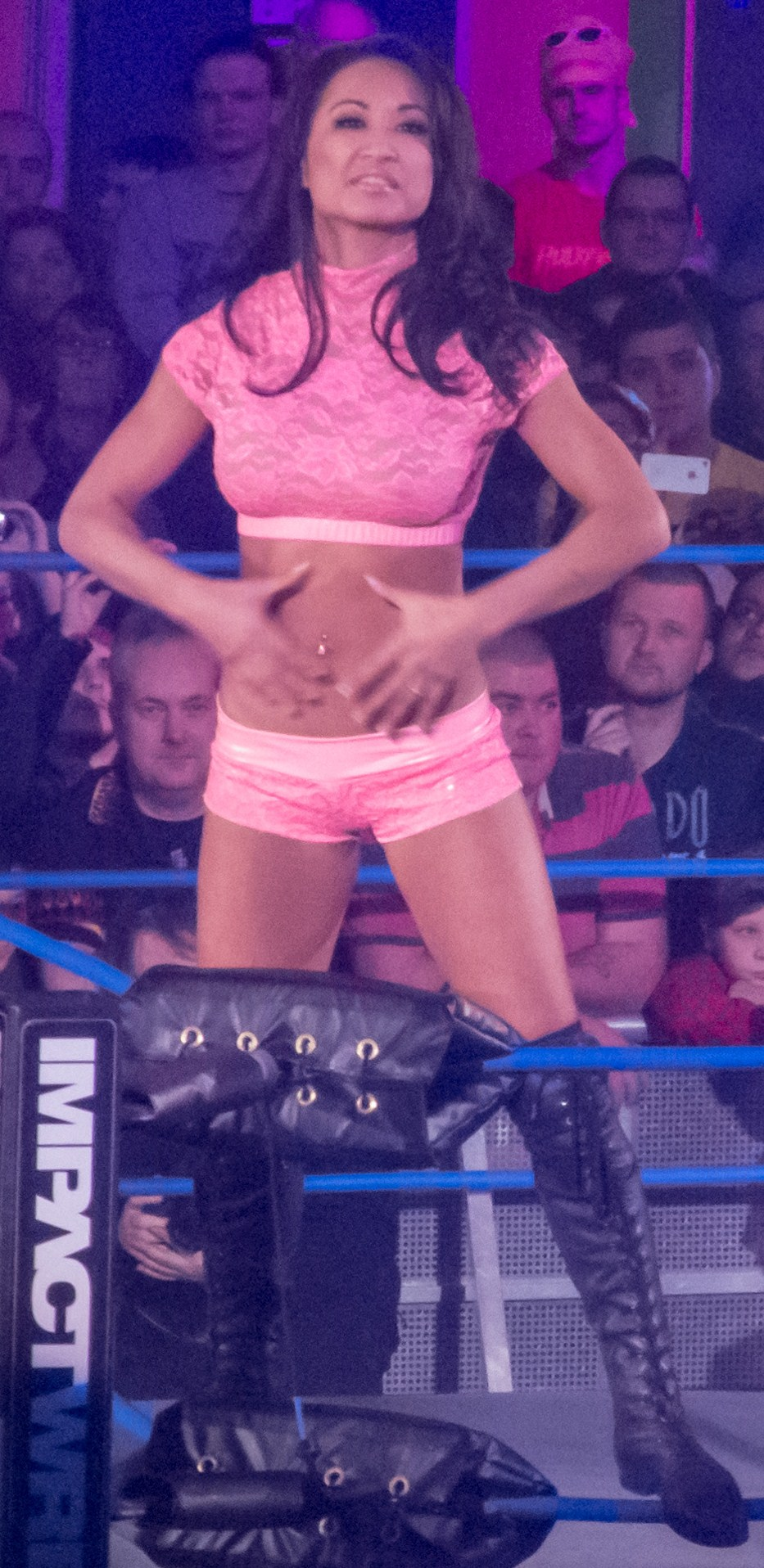
Kim durante uma gravação do Impact Wrestling em Londres, Reino Unido, em janeiro de 2013.

Em 13 de janeiro de 2013, no Genesis, Kim disputou uma luta gauntlet de 5 mulheres para determinar a desafiante ao Women's Knockout Championship. Kim eliminou Miss Tessmacher, ODB e Mickie James, mas acabou eliminada por Velvet Sky após a árbitra Taryn Terrell não perceber o pé do Kim sob as cordas. No episódio seguinte do Impact Wrestling, Kim recebeu uma revanche contra Sky pela posição de desafiante, mas foi novamente derrotada. Kim recebeu uma tchance pelo Women's Knockout Championship em 21 de fevereiro no episódio do Impact Wrestling em Londres, Inglaterra, em uma luta four-way de eliminação contra a campeã Tara, Miss Tessmacher e Velvet Sky. Durante a luta, Kim eliminou Tara antes de ser eliminada por Sky. No dia 10 de março no Lockdown, Kim desafiou sem sucesso Sky pelo Campeonato Feminino das Knockouts, depois de ter sido agredida pela árbitra Taryn Terrell. Depois, Kim atacou Terrell nos bastidores durante uma entrevista. No episódio seguinte do Impact Wrestling, Terrell foi colocada em liberdade condicional devido a suas ações. Mais tarde naquela noite, Kim e Tara foram derrotadas por Mickie James e Velvet Sky, depois de Terrell violar sua liberdade condicional e bater em Kim. Em 21 de março no episódio do Impact Wrestling, Terrell foi despedida como árbitra das knockouts por Brooke Hogan, mas esta assinou com Terrell um contrato como lutadora e na sequência Terrell atacou Kim. Na semana seguinte, Terrell desafiou Ki para uma luta como parte da "Open Fight Night", mas Kim se recusou e o segmento terminou com uma briga entre Kim, Terrell, Tara, e Velvet Sky. No próximo episódio do Impact Wrestling, Kim e Tara derrotaram Terrell e Sky, com Kim fazendo o pinfall em Taryn para conseguir a vitória devido a uma contagem rápida pelo árbitro convidado Joey Ryan. Kim e Terrell finalmente se enfrentaram em competições individuais no episódio de 11 de abril do Impact Wrestling, onde Terrell saiu vitoriosa em uma luta arbitrada por ODB. Em 2 de maio no episódio do Impact Wrestling, Kim juntou-se com Tara perdendo para Terrell e Mickie James. Após o combate, Kim atacou Terrell e lhe aplicou um figure-four no poste do ringue. Kim iria fazer o mesmo com Tara e Velvet Sky nos próximos dois episódios do Impact Wrestling. A rivalidade entre Kim e Terrell culminou em uma luta last knockout standing em 2 de junho no Slammiversary XI, que Terrell ganhou. No episódio de 11 de julho do Impact Wrestling, Kim derrotou Terrell em uma luta de escadas para se tornar a desafiante ao Women's Knockout Championship.
Kim recebeu sua oportunidade ao título no episódio de 25 de julho do Impact Wrestling, contra a campeã Mickie James;. Kim perdeu o combate e, depois, enfrentou a árbitra ODB depois que ela não conseguiu ver um pinfall sujo, começando uma rivalidade entre os duas. Na semana seguinte, Kim lutou contra ODB em uma luta que acabou em dupla contagem. No dia 15 de agosto no Impact Wrestling: Hardcore Justice, ODB derrotou Kim em uma luta three-way hardcore, que também incluiu Mickie James. Na semana seguinte, Kim derrotou ODB em uma luta individual. Kim e ODB se enfrentaram mais uma vez em uma luta de duas quedas no episódio de 29 de agosto do Impact Wrestling para determinar a desafiante ao Women's Knockout Championship, que ODB ganhou depois de fazer Kim desistir pela primeira vez em sua carreira, ao marcar a última queda. No dia 20 de outubro, no Bound for Glory, Kim derrotou ODB e Brooke uma luta three-way, após a interferência de sua nova aliada, Lei'D Tapa, para ganhar o Women's Knockout Championship pela terceira vez. Kim fez sua primeira defesa do título em 31 de outubro no episódio do Impact Wrestling, derrotando ODB em uma revanche. Em 7 de novembro no episódio do Impact Wrestling, depois de Kim e Tapa interromperem uma luta para determinar a desafiante ao Women's Knockout Championship entre Brooke, ODB e Velvet Sky, Kim afirmou que não havia mais concorrência na TNA e lançou um desafio para todas as mulheres de fora da empresa.

## Outras mídias
Kim posou de topless para a campanha publicitária de telefone celular na Coreia do Sul. Em 2007, Kim foi listada na lista das 40 solteiras mais cobiçadas da América" pela Forbes. Em 2009, Kim fez parte do elenco de um thriller psicológico independente intitulado Royal Kill. Em 13 de outubro de 2011, Gail Kim, junto com The Miz, John Morrison, Kofi Kingston, Heath Slater e Eve Torres apareceram em uma edição especial da edição da WWE da família BrainSurge. Em 18 de agosto de 2012, a cerimônia de casamento entre Kim e Robert Irvine foi documentada em um episódio do programa de Irvine, o Restaurant: Impossible. Em 2013 integrou o documentário Ballerina I'm Not dirigido e escrito por Francesca Zappitelli.

## No wrestling
- Finishing moves

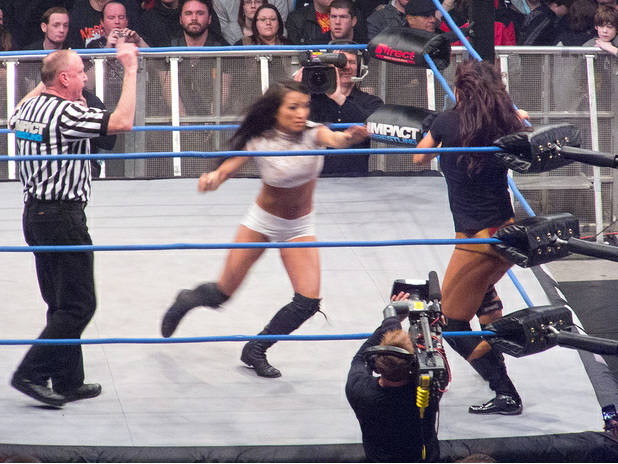
Kim luta contra Tara em Londres em janeiro de 2012.

  - Christo / Flying Dragon (Tilt-a-whirl headscissors armbar)[2][123] – 2002–presente
  - Eat Defeat (Inverted stomp facebreaker)[86][124] – 2009–presente
  - Hurricanrana pin[2] – WWE; 2002–2004
  - Over the shoulder back to belly piledriver[28][125] – TNA; 2005–presente
- Movimentos secundários
  - Dragon sleeper[2]
  - Figure-four leglock em torno do poste do ringue ou de uma escada
  - Front missile dropkick[2]
  - Happy Ending (Straight jacket neckbreaker)
  - Over the shoulder single leg Boston crab[2]
  - Roundhouse kick[126][127]
  - Running body avalanche[126][127]
  - Springboard arm drag[2]
  - Toronto Slam (Double leg slam)[2]
- Gerentes
  - America's Most Wanted (Chris Harris e James Storm)[12]
  - Karen Jarrett[74]
  - Madison Rayne[88]
  - Lei'D Tapa[128]
- Lutadores que gerenciou
  - America's Most Wanted (Chris Harris e James Storm)[12]
  - Molly Holly
  - Jeff Jarrett[17]
  - Eve Torres[17]
  - Daniel Bryan[2]
- Temas de entrada
  - "International Woman" por Dara Shindler (WWE; 2002–2004)[129]
  - "Biohazard" por Dale Oliver (TNA; 2005)
  - "Pain Redefined" (intro cut) por Disturbed (TNA 2005)
  - "unstoppable" (intro 1) por Dale Oliver (TNA; 2005-2006)
  - "Unstoppable" (intro 2) por Dale Oliver (TNA; 2005–2008, 2011)[130]
  - "Strong and Sexy" por Jim Johnston (WWE; 2009–2011)[131]
  - "Puppet on a String" (Instrumental) por Dale Oliver (TNA; 2011–2012)[132]
  - "Puppets on a String" por Dale Oliver (TNA; 2012-2013)[133]
  - "Puppet on a String" (Anatomy Edition) por Dale Oliver (TNA; 2013-presente)

## Campeonatos e prêmios
- Apocalypse Wrestling Federation
  - Diva of the Year (2001)[9]
- Funkin' Conservatory
  - FC Women's Championship (1 vez)[2][134]
- Pro Wrestling Illustrated

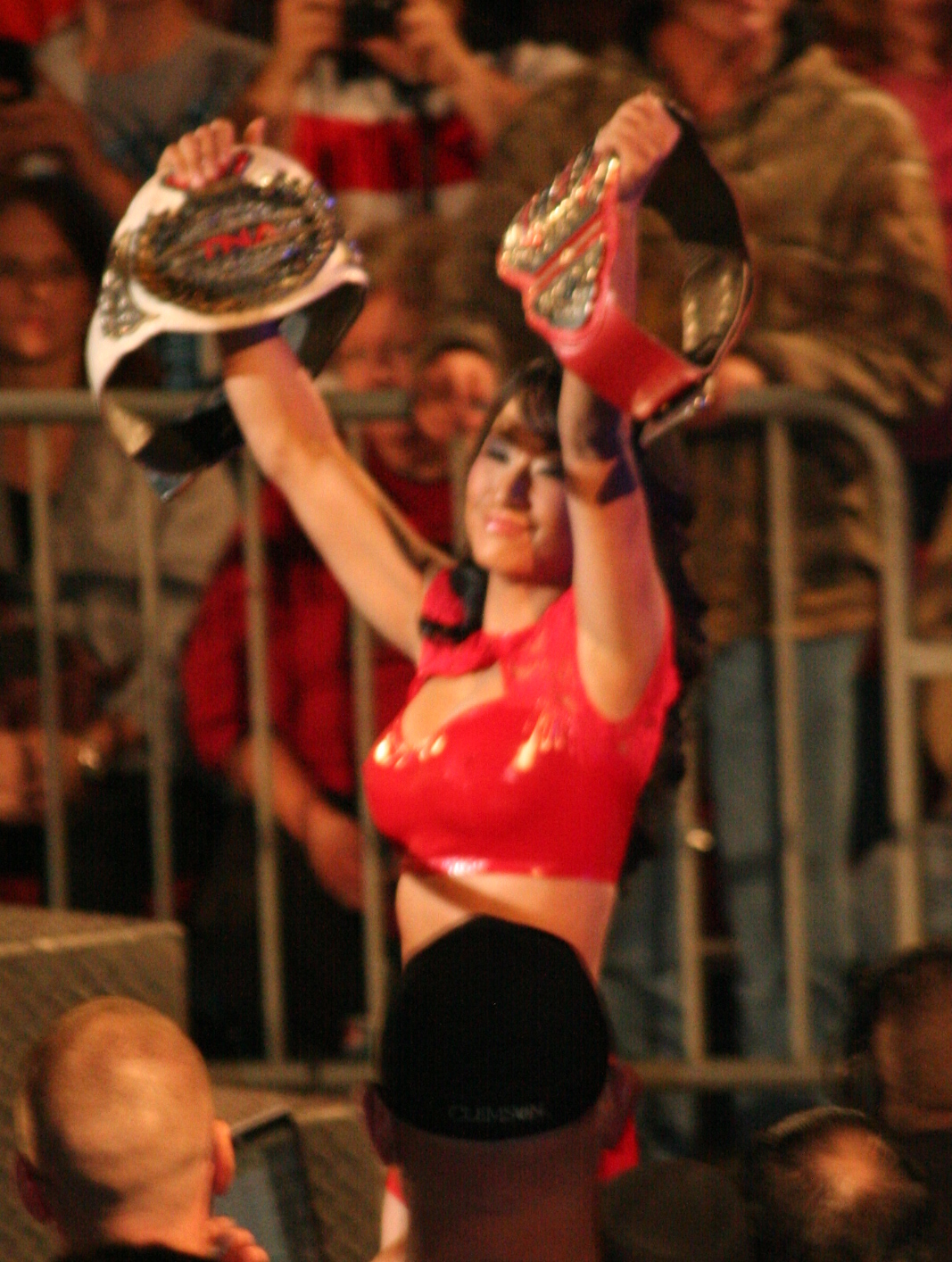
Gail Kim em fevereiro de 2012 como campeã feminina e de duplas das Knockouts.

  - PWI classificou-a em #1 das 50 melhores lutadoras femininas no PWI Female 50 em 2012[135]
- Total Nonstop Action Wrestling
  - TNA Knockouts Tag Team Championship (1 vez) – com Madison Rayne[74]
  - TNA Knockouts Championship (Lista de campeãs das Knockouts da Impact Wrestling6 vezes]])[28][76]
  - Knockout of the Year (2007)[33]
  - Queen of TNA (2013)
  - TNA Hall of Fame (Classe de 2016)
- World Wrestling Entertainment
  - WWE Women's Championship (1 vez)[136]

### Recorde na Lucha de Apuestas
| Aposta | Vencedor | Perdedor      | Local                            | Data               | Notas                                              |
| ------ | -------- | ------------- | -------------------------------- | ------------------ | -------------------------------------------------- |
| Hair   | Gail Kim | Roxxi Laveaux | Orlando, Flórida, Estados Unidos | 11 de maio de 2008 | Luta de escadas cabelo vs. cabelo no TNA Sacrifice |